# Lissonota obscuripes
Lissonota obscuripes är en stekelart som beskrevs av Gabriel Strobl 1902. Lissonota obscuripes ingår i släktet Lissonota och familjen brokparasitsteklar. Arten är reproducerande i Sverige. Inga underarter finns listade i Catalogue of Life.